# Chris Fisher (Leichtathlet)
Chris Fisher (eigentlich Christopher Fisher; * 2. Oktober 1949) ist ein ehemaliger australischer Mittelstreckenläufer.
1970 wurde er bei den British Commonwealth Games in Edinburgh Vierter über 800 m und Achter über 1500 m.
Bei den Olympischen Sommerspielen 1972 in München erreichte er über 1500 m das Halbfinale.
Von 1970 bis 1972 wurde er dreimal in Folge australischer Meister über 1500 m.

## Persönliche Bestzeiten
- 800 m: 1:47,0 min, 14. Juli 1971, Oslo
- 1000 m: 2:18,4 min, 24. August 1972, München
- 1500 m: 3:39,5 min, 3. August 1971, Oslo
- 1 Meile: 3:57,37 min, 18. Mai 1975, Eugene